# カイティー文字
カイティー文字（カイティーもじ）は、インド北部でかつて使われていたブラーフミー系文字。

## 概要
デーヴァナーガリーと同じナーガリー系の文字だが、より筆記体的であり、グジャラーティー文字と同様、文字上部の横線（シローレーカー）を欠く。他のインドの文字と同様、左から右に書かれるアブギダに属する。
かつては北インドの主要な文字のひとつだったが、現在ではデーヴァナーガリーによって淘汰された。
カイティー文字は初期ナーガリー文字から派生し、今のビハール州およびウッタル・プラデーシュ州東部で用いられた。本来はカーヤスタという書記階級によって用いられる文字だった。
カイティー文字はかつてボージュプリー語とマガヒー語を表記するのに用いられ、マイティリー語とアワディー語の表記に使用される文字のひとつでもあった。またビハールとベンガルの法廷ではウルドゥー語もこの文字で表記された。時には周辺のベンガル語やマールワーリー語をこの文字で表記することもあった。
イギリス領インド帝国時代の1880年にはビハール政府の公式の文字となり、活字も鋳造されて公文書や教科書が印刷されたほか、キリスト教宣教師も使用した。
20世紀なかばまでにデーヴァナーガリーの使用が拡大し、カイティー文字を含む北インドの地方文字の多くは衰退した。

## Unicode
2009年のUnicodeバージョン5.2で、追加多言語面のU+11080..U+110CFに追加された。
| Kaithi  |   |   |   |   |   |   |   |   |   |   |   |   |   |   |   |   |
|         | 0 | 1 | 2 | 3 | 4 | 5 | 6 | 7 | 8 | 9 | A | B | C | D | E | F |
| U+1108x | 𑂀  | 𑂁  | 𑂂  | 𑂃 | 𑂄 | 𑂅 | 𑂆 | 𑂇 | 𑂈 | 𑂉 | 𑂊 | 𑂋 | 𑂌 | 𑂍 | 𑂎 | 𑂏 |
| U+1109x | 𑂐 | 𑂑 | 𑂒 | 𑂓 | 𑂔 | 𑂕 | 𑂖 | 𑂗 | 𑂘 | 𑂙 | 𑂚 | 𑂛 | 𑂜 | 𑂝 | 𑂞 | 𑂟 |
| U+110Ax | 𑂠 | 𑂡 | 𑂢 | 𑂣 | 𑂤 | 𑂥 | 𑂦 | 𑂧 | 𑂨 | 𑂩 | 𑂪 | 𑂫 | 𑂬 | 𑂭 | 𑂮 | 𑂯 |
| U+110Bx | 𑂰  | 𑂱  | 𑂲  | 𑂳  | 𑂴  | 𑂵  | 𑂶  | 𑂷  | 𑂸  | 𑂹  | 𑂺  | 𑂻 | 𑂼 | 𑂽  | 𑂾 | 𑂿 |
| U+110Cx | 𑃀 | 𑃁 |   |   |   |   |   |   |   |   |   |   |   |   |   |   |